# Приключения лисички-плутовки
Приключения лисички-плутовки, часто Лисичка-плутовка (чеш. Příhody lišky Bystroušky, англ. The Cunning Little Vixen) — опера в трёх действиях чешского композитора Леоша Яначека. Написана в 1923 году, впервые поставлена в Брно 6 ноября 1924 года.

## История создания
Сюжет оперы основан на графической новелле (комиксе) журналиста Рудольфа Тесноглидека и художника Станислава Лолека, опубликованной в 1920 году в чешской газете Lidové noviny (чешск. Народные новости). Юмористические истории Тесноглидека были посвящены приключениям хитрой лисы по имени Остроушка. Согласно воспоминаниям горничной композитора Мари Стечкаловой, именно она впервые показала Яначеку этот комикс. Главными источниками вдохновения для Яначека служили восхищение природой и безответная любовь к Камилле Стоссловой, которая была значительно моложе его. 
В ходе работы над оперой Яначек изучал жизнь лесных животных в окрестностях своего коттеджа в Гуквальдах, наблюдения над которыми обнаружили немало параллелей между ними и людьми. Это сравнение впоследствии вошло в оперу, где миры обитателей леса и жителей деревни подчас отражали друг друга. Многие аспекты задумки Яначека воспринимались скептически его знакомыми и критиками, в частности, выступление детей на сцене, балетные номера и особенно использование комикса как основы для оперы. Этот факт поразил даже Тесноглидека, который ранее писал, что его истории про Остроушку нравятся людям своей приземлённостью и непритязательностью.
Впервые опера была поставлена в Брно в 1924 году.

## Признание
Она была переведена на английский и другие европейские языки, выдержала много постановок в разных странах мира. Лисичка-плутовка также завоевала популярность у детей. Музыка из заключительной сцены Лисички-плутовки исполнялась на похоронах композитора. На родине Яначека в Гуквальдах установлен памятник лисе Остроушке.

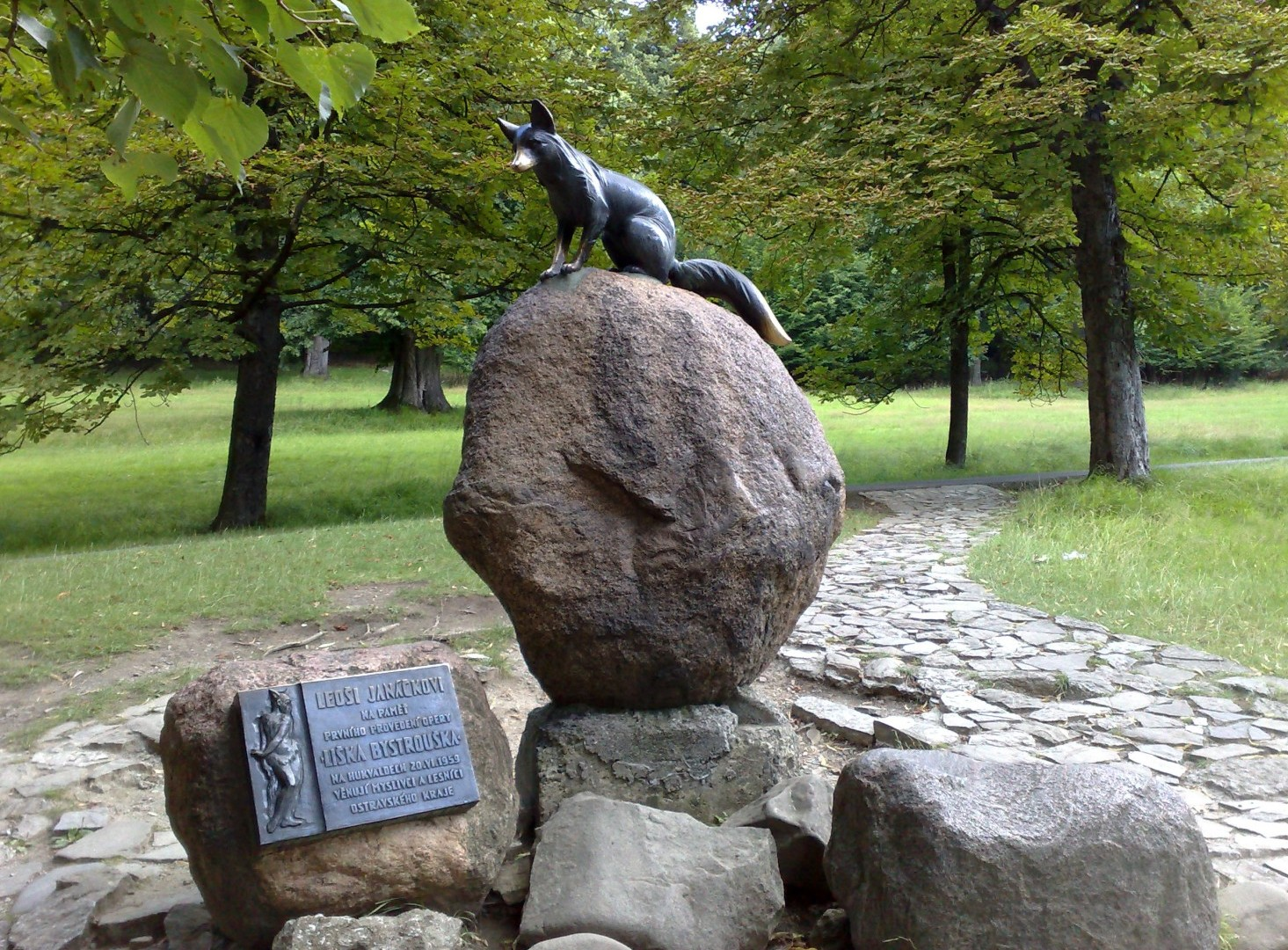
Памятник Остроушке

## Синопсис

### Действие I
Лес. Как была поймана Остроушка. Лето
В лес, где вовсю танцуют и играют звери, птицы и насекомые, приходит Лесничий и ложится отдохнуть около дерева, где вскоре засыпает. В это время маленькая лисичка-детёныш гонится за лягушкой. Лягушка прыгает Лесничему на нос и этим будит его. Проснувшийся человек видит лисичку и силком забирает её к себе домой как игрушку для детей. 
Двор перед домом Лесника. Осень
Проходит какое-то время, и героиня предстаёт перед зрителем уже взрослой лисицей Остроушкой, привязанной во дворе Лесничего. Старый хозяйский пёс пытается добиться её расположения, а хозяйские дети дразнят лисицу. В конце концов, устав от ограничений и неволи, она перегрызает верёвку и, задушив дворовых кур, сбегает в лес.

### Действие II
Лес. Осень
Оказавшись в лесу, Остроушка занимает нору Барсука, прогнав его самого из дома.
Гостиница. Зима
Зритель видит гостиницу, где Лесничий, Директор школы и Пастор пьют вино и рассказывают друг с другу о своих чувствах к девушке-цыганке Теринке. Лесничего также мучают воспоминания о потерянной лисице.
Лес. Зима. Тот же вечер
Подвыпивший Директор школы вскоре покидает гостиницу и видит колышущиеся подсолнухи, в которых прячется Остроушка. Он же думает, что это Теринка, и пытается объясниться ей в любви. Следом идёт Пастор, вспоминающий о некогда соблазнённой им девушке. В это время из гостиницы выходит Лесничий и, заметив лисицу, пытается застрелить её, но она убегает прочь. 
Лес. Весна
Остроушка встречает обаятельного лиса Златогривека, который быстро покоряет её сердце, и они уединяются в бывшей барсучьей норе. Наутро лисица понимает, что она беременна, и они со Златогривеком женятся. Действие завершается масштабным лесным торжеством по случаю лисьей свадьбы.

### Действие III
Лес. Осень. Смерть Остроушки
Лесничий ловит браконьера Гарашту, который объясняет ему, что идёт к Теринке, с которой помолвлен. Лесничий отбирает у браконьера убитого им зайца и подкладывает его в капкан с тем чтобы поймать лисицу. Вскоре Остроушка, Златогривек и их шестеро лисят находят мёртвого зверька. Они быстро догадываются, что это приманка, подложенная Лесничим, и обходят его ловушку. Остроушка и Златогривек гордо наблюдают за своими играющими лисятами, когда возвращается Гарашта. Тогда лисы ловко обчищают мешок браконьера, но тот убивает Остроушку выстрелом из ружья, в то время как её семья спасается бегством.
Гостиница. Некоторое время спустя
Директор школы и Лесничий вместе пьют. Они скучают по Пастору, переехавшему в другую деревню, Директор школы кроме того погрузился в депрессию из-за того, что Теринка выходит замуж. Лесничий же, приняв во внимание свой преклонный возраст, отправляется в лес.
Лес. Тот же день
Лесничий возвращается к дереву, около которого впервые встретил лисицу, и, вновь сев под ним, думает о том, что он потерял и Остроушку, и Теринку. Размышляя над нескончаемым кругом жизни, Лесничий засыпает, и вокруг опять появляются животные из первого действия. Одна из дочерей Остроушки гонится за лягушонком – правнуком той лягушки, которая прыгнула Лесничему на нос в начале оперы. И нынешний лягушонок делает то же самое. Тем самым круг жизни замыкается, и осознание этого приносит Лесничему долгожданный душевный покой.

## Действующие лица
- Лисичка Остроушка — сопрано
- Лис Златогривек — меццо-сопрано
- Лесник — баритон
- Директор школы — тенор
- Пастор — бас
- Браконьер Гарашта — бас
- Пёс — бас
- Барсук — тенор
- Жена лесника — контральто
- Пепик, сын лесника — сопрано
- Франтик, друг Пепика — сопрано
- Лягушка — сопрано
- Петух — сопрано
- Сова — контральто
- Дятел — контральто
- Куры, лисята, другие звери и птицы

## Постановки
После первой постановки в Брно последовала пражская премьера Лисички-плутовки 18 мая 1925 года на ежегодном фестивале Международного общества современной музыки (англ. International Society for Contemporary Music). В 1927 году состоялась зарубежная премьера оперы в Майнце, на немецком языке. Перевод был сделан Максом Бродом со значительными отклонениями от оригинала и собственными вставками. Яначек не принял этих изменений, оставаясь верен своей версии сюжета. После смерти композитора и вплоть до начала Второй мировой войны Приключения лисички-плутовки ставили в Брно, Праге, Братиславе и других чехословацких городах, но она оставалась популярной исключительно в Чехословакии. После войны оперу поставили в Берлине, в 1957 году состоялась её премьера в Париже, а в 1961 году — в Лондоне. Начиная c постановки в лондонской Королевской Академии Музыки (1973) Приключения лисички-плутовки приобретают широкую славу и входят в общемировой репертуар. В 1981 году состоялась её премьера в Нью-Йорке.
Вацлав Талих на материале оперы (в редакции В. Сметачека) написал оркестровую сюиту. Сюита впервые была исполнена в 1937 году и с тех пор неоднократно исполнялась и записывалась.

## Аудиозаписи
- 1982 — дир. Чарльз Маккерас; солисты: Лисичка — Лючия Попп, Лесничий — Далибор Йедличка, Школьный директор и Комар — Владимир Крейчик, Жена лесничего и Филин — Ева Зигмундова, Лис — Ева Рандова, Священник и Барсук — Ричард Новак и др.; Венский филармонический оркестр.

## Видеозаписи
- 1965 — дир. Вацлав Нойманн; солисты: Лисичка — Irmgard Arnold, Лесничий — Rudolf Asmus, Учитель и Комар — Werner Enders, Жена лесничего и Сова — Ruth Schob-Lipka, Лис — Manfred Hopp, Священник и Барсук — Josef Burgwinkel, Харашта — Herbert Rössler и др.; Комише опер; реж. Вальтер Фельзенштейн;
- 1995 — дир. Чарльз Маккерас; солисты: Лисичка — Eva Jenis, Лесничий — Томас Аллен, Учитель и Комар — Josef Hajna, Жена лесничего и Сова — Libuše Márová, Лис — Hana Minutillo, Священник и Барсук — Richard Novák, Харашта — Ivan Kusnjer и др.; Оркестр Парижа; Театр Шатле; реж. Николас Хитнер;
- 2008 — дир. Деннис Рассел Дэвис; солисты: Лисичка — Елена Цаллагова, Лесничий — Jukka Rasilainen, Учитель и Комар — Dennis Petersen, Жена лесничего и Сова — Michèle Lagrange, Лис — Hannah Esther Minutillo, Священник и Барсук — Roland Bracht, Харашта — Paul Gay и др.; Парижская опера; реж. Андре Энгель;
- 2009 — дир. Сэйдзи Одзава; солисты: Лисичка — Изабель Байракдарян, Лесничий — JFederico Lepre, Учитель и Комар — David Kuebler, Жена лесничего и Сова — Marcella Polidori, Лис — Lauren Curnow, Священник и Барсук — Kevin Langan, Харашта — Gustáv Belácek и др.; Флорентийский музыкальный май; реж. Лоран Пелли;
- 2012 — дир. Владимир Юровский; солисты: Лисичка — Lucy Crowe, Лесничий — Сергей Лейферкус, Учитель и Комар — Адриан Томпсон, Жена лесничего и Сова — Jean Rigby, Лис — Emma Bell, Священник и Барсук — Mischa Schelomianski, Харашта — Уильям Дейзли и др.; Лондонский филармонический оркестр; Глайндборнский оперный фестиваль; реж. Мелли Стилл;
- 2017 — дир. Антонелло Манакорда; солисты: Лисичка — Lenneke Ruiten, Лесничий — Andrew Schroeder, Учитель и Комар — John Graham-Hall, Жена лесничего и Сова — Sara Fulgoni, Лис — Eleonore Marguerre, Священник и Барсук — Александр Васильев, Харашта — Vincent Le Texier и др.; Ла Монне; реж. Christophe Coppens.

## Экранизации
В 2003 году при содействии BBC был снят музыкальный мультипликационный фильм The Cunning Little Vixen. В мультфильме используются оригинальные музыка и тексты оперы, а сюжет строго следует либретто, хотя некоторые сцены, в первую очередь касающиеся Лесника, Директора Школы и Пастора, были вырезаны.